# لیسا سیمپسون
لیسا مری سیمپسون (به انگلیسی: Lisa Marie Simpson) یکی از شخصیت‌های اصلی در انیمیشن سریالی تلویزیونی سیت‌کام سیمپسون‌ها می‌باشد. او فرزند میانی خانوادهٔ سیمپسون به شمار می‌رود. صداپیشگی این شخصیت را یاردلی اسمیت بر عهده دارد. شخصیت لیسا برای نخستین‌بار در بخش کوتاه «شب خوش» از برنامهٔ نمایش تریسی آلمن در تاریخ ۱۹ آوریل ۱۹۸۷ معرفی شد. مت گرینیگ خالق لیزا، او را زمانی طراحی کرد که منتظر ملاقات با جیمز ال. بروکس بود. او به‌جای ارائهٔ ایده‌ای بر اساس کمیک خودش با نام زندگی در جهنم، تصمیم گرفت شخصیت‌هایی کاملاً تازه خلق کند. او دختر بزرگ‌تر خانوادهٔ سیمپسون را به‌نام خواهر کوچکتر خودش، لیسا گرینیگ بارتلت، نام‌گذاری کرد. سیمپسون‌ها پس از سه سال حضور در برنامهٔ نمایش تریسی آلمن به یک سریال تلویزیونی مستقل در شبکهٔ فاکس منتقل شدند که نخستین قسمت آن در ۱۷ دسامبر سال ۱۹۸۹ به روی آنتن رفت.
لیسا که شخصیتی باهوش، مهربان و دلسوز نسبت به زمین و همه موجودات زنده دارد، دومین فرزند هومر و مارج می‌باشد. وی خواهر کوچک‌تر بارت و خواهر بزرگ‌تر مگی است و هشت سال دارد. هوش بالای لیسا و دیدگاه‌های سیاسی چپ‌گرایانه‌اش، او را از دیگر کودکان هم‌سن‌وسالش جدا می‌سازند. او منزوی و از نظر اجتماعی طردشده است. لیسا وگن، کتاب‌دوست، محیط‌زیست‌گرای متعهد، فمینیست و بودایی است.  شخصیت لیزا در طول سریال چند بار دستخوش تغییر می‌شود: او در فصل هفتم گیاه‌خوار می‌شود، در فصل سیزدهم به بودیسم می‌گرود، و در فصل سی‌ودوم وگن می‌شود.

## شخصیت

### خلقت
مت گرینیگ در سال ۱۹۸۶ در دفتر تهیه‌کننده جیمز ال. بروکس، لیسا و سایر اعضای خانواده سیمپسون را خلق نمود. گرینیگ برای ارائهٔ ایده‌ای از مجموعه‌ای کوتاه انیمیشنی برای برنامهٔ نمایش تریسی آلمن دعوت شده بود و قصد داشت اقتباسی از کمیک استریپ «زندگی در جهنم» خود را ارائه دهد. اما وقتی فهمید که ساخت انیمیشن زندگی در جهنم مستلزم پس گرفتن حق نشر آن خواهد بود، مسیرش را تغییر داد و به سرعت نسخه‌ای از یک خانوادهٔ ازهم‌گسیخته را طراحی کرد که نام اعضایش را از اعضای خانواده خودش برگرفته. لیسا به نام خواهر کوچکتر گرینیگ نامگذاری شد، اما سایر خصوصیاتش مستقل طراحی شده بود. در بخش‌های کوتاه «تریسی اولمن شو»، لیزا هیچ‌کدام از هوش و ذکاوتی که بعدها به او نسبت داده شد را بروز نمی‌داد. وی بیشتر شبیه «بارت دختر» بود و در ابتدا صرفاً «فرزند میانه» تلقی می‌شد، بدون اینکه شخصیت قابل توجهی داشته باشد.
نخستین حضور لیسا به‌صورت مختصر در کنار خانواده‌اش در ۱۹ آوریل سال ۱۹۸۷ در قسمت کوتاهٔ «شب خوش» در برنامهٔ نمایش تریسی آلمن صورت گرفت. سپس در ۱۷ دسامبر سال ۱۹۸۹ این مجموعهٔ کوتاه به سریالی نیم‌ساعته با نام سیمپسون‌ها در شبکهٔ فاکس ارتقا یافت.

### گرایش
تمایلات لیسا سیمپسون همواره به موضوعی برای گمانه‌زنی بینندگان سریال تبدیل شده است. در برخی قسمت‌های سریال، لیسا علاقه‌هایی دگرجنس‌گرایانه از خود نشان می‌دهد؛ از جمله علاقه‌اش به نلسون مونتز در قسمت «قرار لیسا با تراکم» و لنگدن آلجر در «بارت در جاده». در قسمت‌هایی دیگر نیز او با پسری در رابطه است، مانند ادموند دراکولا در قسمت ویژه «خانه‌درختی وحشت ۲۱» یا کالین در «فیلم سیمپسون‌ها». در قسمت «عروسی لیسا» نیز او با هیو پارکفیلد نامزد می‌شود و تا مرز ازدواج با او می‌رود. همچنین در قسمت «تعطیلاتی از آیندهٔ گذشته» نشان داده می‌شود که وی امکان دارد در آینده با میلهوس ون هوتن ازدواج کند. با این حال در همان قسمت، لیسا در روابط لزبین نیز دیده می‌شود—هم به‌صورت تک‌زامی و هم در روابط چندنفره.
اگرچه هیچ‌گاه تمایلات جنسی لیزا به‌طور رسمی در سریال تأیید نشده، اما شورانر آل جین طی یک مصاحبه‌ای در سال ۲۰۱۹ با مترو اظهار داشت که همواره لیسا را شخصیتی تصور می‌کرده که وقتی بزرگ شد وارد روابط عاشقانه با چند نفر به‌طور همزمان می‌شود. یاردلی اسمیت نیز در مصاحبه‌ای در سال ۲۰۲۰ با برنامهٔ استرایکر اند کلین در رادیوی کی‌راک-اف‌ام گفته بود معتقد می‌باشد لیسا هنوز در حال کشف هویت جنسی خود است و از طرفداران خواسته بود درباره‌اش بیش از حد حدس نزنند، چون او تنها یک دختر هشت‌ساله است.